# Powelliphanta hochstetteri
Powelliphanta hochstetteri (Synonym: Paryphanta hochstetteri) ist der Name einer räuberisch lebenden Schnecke aus der Familie Rhytididae in der Unterordnung der Landlungenschnecken (Stylommatophora), die in Neuseeland verbreitet ist.

## Merkmale
Powelliphanta hochstetteri hat ein festes, mäßig offen genabeltes, abgeflachtes, unregelmäßig gerunzeltes, schwach glänzendes, rot-gelbes oder grünlich-bräunliches und mit einer dunkelbraunen äußeren Binde versehenes Schneckenhaus mit eingedrückten, dichten spiraligen Linien. Das Gewinde tritt nur wenig hervor und hat einen stumpfen Wirbel. Das Haus der erwachsenen Schnecke hat fünfeinhalb mäßig gewölbte und recht schnell zunehmende Windungen, wobei die letzte stärker gewölbt und zusammengedrückt ist. Um den Nabel befindet sich eine breite dunkle Zone. Die sehr schiefe und breit elliptische Gehäusemündung ist stark ausgeschnitten. Der stumpfe Mündungssaum, dessen Ränder durch eine weißliche Schwiele verbunden sind, ist von dem kräftigen Periostracum überdeckt. Das Gehäuse der erwachsenen Schnecke erreicht durchschnittliche Durchmesser von 56 mm und 65 mm und eine Höhe von 28 mm. Je nach Unterart sind aber auch Gehäusegrößen bis zu 80 mm bei einer Höhe von 35 mm gemessen worden.
Der Zentralzahn der Radula ist kleiner als die benachbarten, innen stehenden Seitenzähne. Die Anzahl der Zähne auf jeder Seite der Querreihen auf der Radula von Powelliphanta hochstetteri schwankt zwischen 59 und 67.

## Verbreitung und Vorkommen
Powelliphanta hochstetteri ist endemisch in den Provinzen Marlborough und Nelson auf der Südinsel Neuseelands. Die Schnecke ist im Hochland auf Höhe von 750 bis über 1200 Metern über dem Meeresspiegel unter Laubstreu und rottendem Holz in feuchten Wäldern, insbesondere mit den Scheinbuchenarten Nothofagus menziesii und Nothofagus fusca, zu finden. Sie ist auf feuchte Klimate angewiesen.

## Lebenszyklus
Wie andere Arten der Gattung Powelliphanta werden die Schnecken bis zu 20 Jahre alt und erreichen die Geschlechtsreife mit etwa 5 Jahren. Die Zwitter befruchten sich gegenseitig und legen danach etwa 10 Eier. Die ovalen Eier variieren in ihrer Größe, die sich um etwa 12 mm mal 10 mm bewegt.

## Ernährung
Wie andere Schnecken der Gattung Powelliphanta bevorzugt Powelliphanta hochstetteri Regenwürmer als Beutetiere, die mit der Radula ergriffen und im Vorderdarm mit den Radulazähnen zerkleinert werden.

## Fressfeinde und Bedrohung
Wie für andere Powelliphanta-Arten sind auch für Powelliphanta hochstetteri eingeschleppte räuberische Säugetiere die Hauptfeinde, die zu einem rapiden Schwund der Bestände geführt haben. Als gefährlichster Fressfeind gilt der eingeschleppte Kletterbeutler Trichosurus vulpecula, der sämtliche Entwicklungsstadien der Schnecke frisst, daneben aber auch Schweine, Igel und Ratten. Unter den Vögeln machen eingeschleppte Singdrosseln Jagd auf junge Schnecken, während die einheimische Wekaralle (Gallirallus australis) heute nur vereinzelt eine wichtige Rolle für die Mortalität der Schnecken spielt. Weitere Faktoren sind die Abholzung der Wälder, insbesondere für die Gewinnung von Agrarland, sowie die Zerstörung des Lebensraums durch Verbiss oder Vertritt durch eingeschleppte Ziegen, Rinder und Hirsche.

## Erstbeschreibung

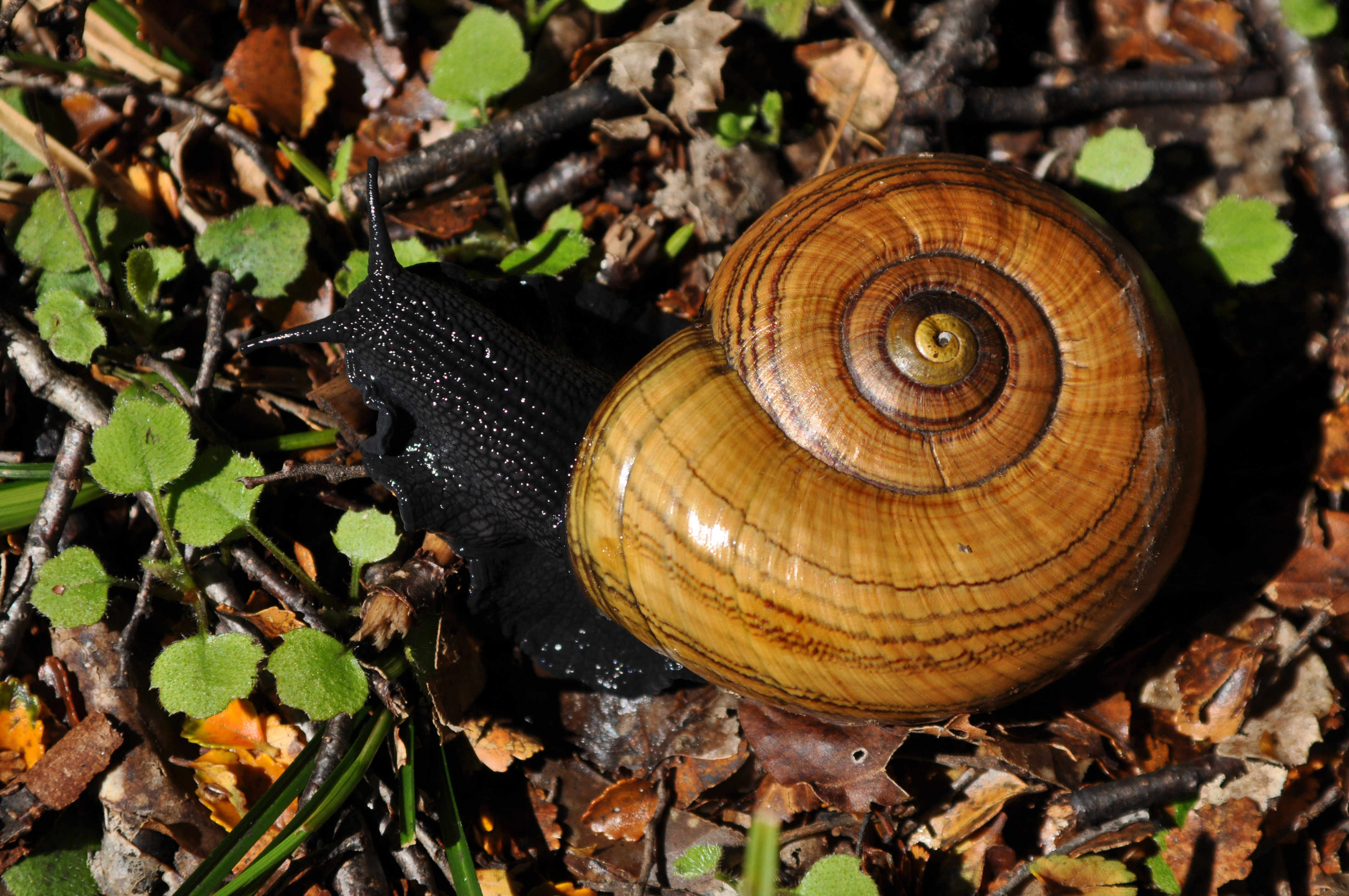
Powelliphanta hochstetteri hochstetteri, Nelson-Marlborough Conservancy, 2011

Powelliphanta hochstetteri wurde erstmals 1862 vom deutschen Malakologen Ludwig Karl Georg Pfeiffer unter dem Namen Helix hochstetteri beschrieben. Grundlage für die Beschreibung war allein das Schneckenhaus, das der deutsche Geologe Ferdinand von Hochstetter aus Neuseeland nach Deutschland gebracht hatte. Mit dem Artepitheton hochstetteri wird Ferdinand von Hochstetter geehrt. Lange Zeit – bis zur Erhebung von Powelliphanta zu einer eigenen Gattung – wurde die Art als Paryphanta hochstetteri in die 1850 von Johann Friedrich Hermann Albers erstbeschriebene Gattung Paryphanta gestellt.

## Unterarten
Es gibt 5 Unterarten:
- Powelliphanta hochstetteri hochstetteri (Pfeiffer, 1862) hat einen Gehäusedurchmesser von rund 75 mm und eine Höhe von 35 mm. Das Haus hat viele unregelmäßige Streifen, Banden oder Zonen (außer am Nabel) auf einem khakifarbenen bis goldenen Untergrund. Sie lebt am Oberlauf des Tākaka River auf dem Pikikiruna, nördlichen Wharepapa / Arthur Range, Lockett Range, Cobb Ridge in Kahurangi und im Abel Tasman National Park in Nordwest-Nelson in Höhen von 750 bis 1200 Metern über dem Meeresspiegel in Wäldern mit Nothofagus menziesii und Nothofagus fusca, gelegentlich mit Metrosideros umbellata und Libocedrus spp. Etwa 50 % des Habitats der Unterart befindet sich auf kalkreichen Böden über Marmor. Die Hauptgefährdung geht von eingeschleppten Kletterbeutlern, Schweinen und Abholzung aus.
- Powelliphanta hochstetteri anatokiensis Powell, 1938 hat einen Gehäusedurchmesser von rund 80 mm und eine Höhe von 35 mm. Das Haus hat ein Muster eng angeordneter, diffuser, rötlich brauner bis schwarzer Spirallinien und Banden auf einem rotbraunen bis gelben Untergrund. Sie lebt am Oberlauf des Anatoki-Flusses, auf dem Yuletide Peak Ridge und auf der Flussebene gegenüber dem Anatoki Forks Hut mit kleineren Anzahlen den Fluss entlang hinunter bis The Bend in Höhen von 760 bis 1050 Metern über dem Meeresspiegel unter Gahnia spp. und Microlaena avenacea in Wäldern mit Nothofagus menziesii, Nothofagus fusca, Phyllocladus alpinus und Dracophyllum traversii, die gelbe Form auf den östlichen Bergen von Devil Range, Anatoki Range und Walker Ridge sowie auf dem Grat zwischen den Flüssen Waikoropupu und Pariwhakaoho auf Kalkstein, unter Laubstreu in Wäldern von Nothofagus menziesii, Nothofagus fusca, Metrosideros umbellata, Libocedrus bidwillii und Dracophyllum traversii. Die Hauptgefährdung geht in erster Linie von eingeschleppten Kletterbeutlern, aber auch von Schweinen aus.
- Powelliphanta hochstetteri bicolor Powell, 1930 hat einen Gehäusedurchmesser von rund 70 mm und eine Höhe von 32 mm. Das sehr abgeflachte Haus mit niedrigem Apex hat wenige unregelmäßige Spirallinien am Rand auf einem hell gelblich olivfarbenen bis fast schwarzen Untergrund, während die Basis frei von Spirallinien ist, doch gibt es immer eine kreisförmige Zone mit dunkel schokoladenbrauner Farbe im und um den Nabel. Sie lebt in den östlichen Marlborough Sounds einschließlich Mount Stokes, Mount Cullen und auf den Gipfeln westlich von Picton von Mount Robertson bis Kahikatea und Arapawa Island sowie vom Meeresspiegel bis zum Gipfel auf Blumine Island in Wäldern mit Dysoxylum spectabile, Beilschmiedia tawa, Rhopalostylis sapida, Leptospermum scoparium und Pseudopanax arboreus. Die Hauptgefährdung geht von Abholzung für Ackerbau, eingeschleppten Schweinen, Kletterbeutlern, Singdrosseln und Zerstörung des Habitats durch Ziegen aus.
- Powelliphanta hochstetteri consobrina Powell, 1936 hat einen Gehäusedurchmesser von rund 63 mm und eine Höhe von 27,5 mm. Das Haus hat meist eine glatte Oberfläche, doch treten manchmal einige wenige schmale schwarze Spirallinien auf. Die Grundfarbe ist rötlich gelb, und an der Basis gibt es eine dunkel rötlich braune Zone vom Nabel bis halb an die Peripherie. Sie lebt in einem relativ großen Gebiet in den Bergen zwischen den Flüssen Waimea und Wairau im östlichen Nelson, auf dem Richmond Range zwischen Grass Knob und Mount Baldy sowie auf dem Bryant Range zwischen Mount Starveall und Trig 16 nördlich von Mount Duppa in Höhen von 884 bis 1280 Metern über dem Meeresspiegel unter Laubstreu und Chionochloa spp. in Wäldern mit Nothofagus solandri, Nothofagus menziesii, einzelnen Phyllocladus alpinus, Libocedrus bidwillii und Metrosideros umbellata, meist auf Schiefer. Die Hauptgefährdung geht von Abholzung, Zerstörung des Habitats durch eingeschleppte Ziegen und Hirsche sowie von den eingeschleppten Schweinen, Kletterbeutlern, Singdrosseln und Ratten aus.
- Powelliphanta hochstetteri obscura Beutler, 1901 hat einen Gehäusedurchmesser von rund 70 mm und eine Höhe von 39 mm. Das Haus hat braune Spirallinien auf einem einheitlich dunkelbraunen bis fast schwarzen Untergrund und einer grün-braunen bis gelblich olivfarbenen oberen Farbe. Sie lebt in den westlichen Marlborough Sounds sowie unter anderem auf Rangitoto ki te Tonga/D’Urville Island und Maud Island, ehemals auf Stephens Island und Emslie Bay in French Pass in Höhen ab 600 Metern über dem Meeresspiegel, vereinzelt aber hinab bis auf Meereshöhe, so in Matai Bay in einem Wald mit Griselinia littoralis, Nothofagus spp. und Podocarpus spp. Die Hauptgefährdung geht von eingeschleppten Schweinen, Kletterbeutlern, Singdrosseln, Ratten und Abholzung aus.

## Trivia
Wie auch andere Arten der Gattungen Powelliphanta und Paryphanta werden die Schnecken in Neuseeland als kauri snails oder pupurangi bezeichnet.